# 이정일 (축구 선수)
이정일(1956년 11월 14일 ~ )은 대한민국의 전직 축구 선수로 현역 시절 1970년대 실업 축구 한국상업은행에서 공격수로 활약했으며 K리그 창설 이후에는 할렐루야 축구단에서 활동했다.